# Иванов, Александр Николаевич (коллекционер)
Александр Николаевич Иванов (27 октября 1962 года, Остров, Псковская область) — русский коллекционер.
Основатель частного Русского национального музея в Москве (закрыт), позже перевез эту коллекцию за рубеж, в 2009 основав музей Фаберже в городе Баден-Баден, Германия.

## Биография
Информация об Иванове малочисленна и в основном опирается на его собственные утверждения. Источник его доходов не ясен, его называют «таинственный коллекционер», говорят, что у его коллекции «загадочная история». Как пишет пресса, удивление вызывает, что на аукционах Фаберже ему удается перебивать ставки Виктора Вексельберга, входящего в 1-ю десятку Forbes.
Прежде чем поступить в МГУ на юридический факультет, Иванов, по собственным словам, проходил 3-годичную службу в советском военно-морском флоте. В конце 1980-х, когда в Советском Союзе стали появляться элементы рыночных отношений, Иванов стал одним из первых бизнесменов, начавшим импортировать компьютеры. В начале 1990-х он создал прибыльный бизнес, и по собственным словам, тогда же, разбогатев, бросил его ради искусства.
Forbes пишет: «созданный им кооператив „Селена“ ввозил в СССР компьютеры, в обмен поставляя удобрения, и зарабатывал на разнице внешних и внутренних цен огромную прибыль: в одном 1988 году, по словам Иванова, она составила $6 млн» Константин Боровой рассказал Forbes, что помнит кооператив под названием «Селена»: «Это была стопроцентно кагэбэшная структура, они не боялись вообще ничего, вывозили сырье в больших объёмах, ввозили компьютеры, я их несколько раз покупал у „Селены“. (…) Без проблем, в месяц можно было такие деньги ($6 млн в год) заработать, особенно если за тобой стоял понятно кто».

### Коллекционер
В 1990-е годы Иванов начал приобретать и коллекционировать произведения Фаберже и другие предметы искусства, поскольку возможности инвестирования были ограничены. По словам самого Иванова,
И вот один-два раза я попал на аукционы выморочного имущества, то есть изъятого на таможне или бесхозного, и там было очень много антиквариата. Я ничего еще в этом не понимал: так покупал, квартиру украсить. Но попалась мне вещь Фаберже (вот о нем я еще в школе знал), я начал изучать, 3-4 года просидел над архивом и начал понимать эту тему. На носу был 93-й год, я серьезно начал Фаберже собирать. Цены в 93-м были такие: пеликан и рама Фаберже стоили $40 000. Сейчас это стоит $1-1,5 миллиона.
В 2010 году он рассказывал газете Independent, что последние двадцать лет заработал почти все свои деньги на покупке и продаже антиквариата и произведений искусства, а не на природных ресурсах или с помощью заводов в России (в отличие от других российских коллекционеров). И сообщил, что стал торговцем произведениями искусства для олигархов.
Как писал Forbes в 2011 году, у Иванова «необычная репутация на российском антикварном рынке: о нём неохотно говорят коллеги по цеху, а те, кто что-то рассказывает, запрещают упоминать их имена». По мнению источников журнала, «Иванов преувеличивает и коллекции такого масштаба у него нет, а купля-продажа антиквариата в принципе не может приносить доходы, которые позволяли бы тратить десятки миллионов долларов на покупку Фаберже. „Он действительно покупает много хороших, качественных вещей, но я не знаю, чьи это деньги, может быть, тайных партнеров или людей в погонах, я даже не хочу этого знать“, — говорит один из участников антикварного рынка». Иванов опровергает эти предположения и называет их сплетнями.
Авторы проекта «Муниципальный сканер» утверждают, что большинство своих крупных приобретений, включая «яйцо Ротшильда», Иванов сделал на деньги «массажиста Путина» Константина Голощапова (он же ранее фигурировал в документах как один из совладельцев баден-баденского музея). Приобретенное Ивановым в 2007 году на Christie’s «Ротшильдовское» яйцо Фаберже, побывав в обоих его музеях, в итоге было передано Путину и преподнесено им Эрмитажу.
По собственным словам, был председателем Мемориального фонда Фаберже (осн. в 1997, упразднен в 2014). Был председателем президиума Российского национального комитета Ордена К. Фаберже.

### Основанные музеи
- В 1993 году основал в Москве Русский национальный музей[13], который фактически был торговым предприятием, офисом[14], а не реальным музеем, открытым для посетителей[2]. Компания располагалась по адресу Пушечная ул., 3, стр. 12[15]. При ней работал антикварный магазин «Русские сокровища»[16]. К концу нулевых начала сворачивать свою деятельность и перемещаться в Германию, хотя минимум в 2011 ещё работала в Москве[5]. Сотрудники в 2003 году: директор музея — Сергей Константинович Мысин, старший научный сотрудник — Павел Вячеславович Меркулов[17].
- В 2009 открыл Музей Фаберже в Баден-Бадене. Как пишет Forbes, Иванов «утверждает, что владеет самой крупной в мире коллекцией этих изделий (то есть работ Фаберже) — около 3000 предметов»[5] или 4400 тыс.[8]. Неизвестно, какая часть собрания Иванова выставлена в этом музее. «Коллекция изделий Фаберже, принадлежащая Иванову, оценивается в 1,5 миллиарда долларов — хотя никто не знает точно её объёмов и никто никогда не видел её целиком», пишет радио «Свобода»[1]. Оценку в 2 млрд дает сам Иванов, добавляя: «Эти деньги мне уже сейчас предлагают арабские шейхи, но я не продам, она стоит дороже»[5].
- У немецкого музея Фаберже есть филиал в России — Музей христианской культуры (в Санкт-Петербурге по адресу: Рижский проспект, д. 9.)[18]. Музей, открывшийся в 2008 году[19], функционирует при храме Андрея Критского, а его благотворителем, по сообщениям прессы, является Голощапов (также — основатель Афонского общества). Работа этого музея тесно связана с деятельностью храма[20]. Представленная коллекция — работы русских иконописцев XV — начала XX веков, картины Густава Доре, произведения декоративно-прикладного искусства[18].
- Упомянул, что когда-то основывал ещё один «Русский национальный музей» в США[4].

Сообщается, что помимо Фаберже, он также коллекционирует кости динозавров, древнегреческое и древнеримское искусство, доколумбовое золото, картины старых мастеров и импрессионистов и православные иконы. Он также владеет коллекцией раритетных автомобилей. Также в его коллекции старые мастера, по собственным словам, это, «например, Боттичелли. Есть несколько работ Леонардо да Винчи», прерафаэлиты.

### Юридические проблемы
В конце 2000-х годов современные владельцы бренда Faberge фонд Palinghurst Resources и Татьяна Фаберже пытались запретить Иванову называть его частный музей в Баден-Бадене «Музеем Фаберже». После года разбирательств немецкий суд принял решение в пользу Иванова, постановив, что музей, который целиком состоит из предметов, произведенных фирмой Фаберже, имеет полное право носить это имя.
В 2014 году в музее в Баден-Бадене был устроен обыск с участием сотрудников налоговых органов Великобритании и Германии. По версии следствия, Иванов незаконно вернул НДС с покупки «яйца Ротшильда» в размере более 800 тысяч долларов. Как пишет радио «Свобода»: «Иванов все обвинения в свой адрес отрицает, официально они ему предъявлены так и не были, более того, в переписке с Радио Свобода коллекционер сказал, что в декабре 2017 года его адвокаты подали иск „по поводу его незаконно преследования“ к МВД Великобритании на сумму в 2 миллиарда долларов».
В 2018 году, по сообщению ТАСС, Иванов обвинил британскую таможню в потере артефактов, конфискованных в 2013 году в результате спора о налогах, и не исключил возможности подачи иска в суд о компенсации ущерба. Предметы искусства на сумму в £600 тыс., приобретенные на лондонских аукционах, были конфискованы британской таможней в феврале 2013 года в аэропорту «Хитроу» у Сергея Автоношкина, директора Музея Фаберже. Некоторые предметы, по его словам, были повреждены, а другие потеряны и проданы.
В 2021 году выставка произведений Фаберже из собрания Иванова в Эрмитаже вызвала большой резонанс из-за обвинений в поддельности произведений. Издание BBC опубликовало по этому поводу расследование по поводу связей Иванова с Кремлем.

### Неоновая живопись
Хобби Иванова — абстрактная живопись. Он пишет, используя геометрические изображения, яркие цвета, которых он добивается с помощью пигментов красок, которые частично состоят из редких и дорогих минералов. Также он пользуется флуоресцентными красками. В 1999 в Московском Музее современного искусства прошла выставка «Неоновое искусство Александра Иванова». В 2003 году персональная выставка состоялась в ЦДХ. В 2012 году выставка с таким названием была повторена в московской галерее «Коносьер», в релизе к ней было указано, что за 20 лет Иванов написал более 500 картин.
Картина Иванова «Начало конца» (1993) в 2010 году ушла с торгов в Bonhams за 60 000 фунтов, «Fabergé 1902» (2003) — 12,5 тыс. фунтов (там же, 2011), «Спарринг» (1991) — 78 тыс. фунтов (там же, 2011), «Любовь» (1996) — за 97 тыс. футов (там же, 2013),

## Семья
Бывшая супруга — Юлия Иванова, владелица и продюсер ООО «РусьТелеФильм», которое снимало фильмы по заказу ТК «Звезда» и «Культура». Развод в 2013, получила часть имущества и коллекции (около 600 предметов). Есть дети, по словам отца, они имеют американское гражданство.

## Сочинения
- Скурлов В. В., Иванов А. Н. Клеймение русских золотых и серебряных изделий на рубеже XIX—XX вв.: Сборник архивных материалов. — СПб.: Лики России, 2001 г. — 288 стр.
- А. Н. Иванов. Пробирное дело в России (1700—1946): руководство для экспертов-искусствоведов. М., Русский национальный музей, 2002. 752 стр. ISBN 5-242-01710-4. Параллельный текст на англ. яз. Ограниченный тираж 200 экз.
- А. Н. Иванов. Неизвестный Фаберже: Справочное издание для экспертов-искусствоведов / Unknown Faberge. М., Русский национальный музей, 2002. 711 стр. ISBN 5-9500046-3-9
- А. Н. Иванов. Мастера золотого и серебряного дела в России (1600—1926) / Gold and silversmiths in Russia (1600—1926): руководство для экспертов-искусствоведов (в 2 т.). М., Русский национальный музей, 2002. Тираж 200 экз. Т. 1. — 464 с.: ил. — ISBN 5-9500046-1-2. Т. 2. — 448 с.: ил. — ISBN 5-9500046-2-0[34].
- Иванов А. Н. Жетоны Российской Империи. — М.: Издание Русского национального музея, 2004. — 499 с.
- Перевышко А., Скурлов В., Фаберже Т. Петербург Карла Фаберже. СПб. Лики России. 2004. — 152 с.
- Фаберже Т., Скурлов В. . Фаберже — министр ювелирного искусства" . М.: Русь-Олимп. 2006. — 240 с.
- Толмацкий В. А. (автор-составитель), Скурлов В. В. , Иванов А. Н. Антикварно-художественный рынок Петербурга. СПб, Лики России, 2008. — 540 с